# Crispus

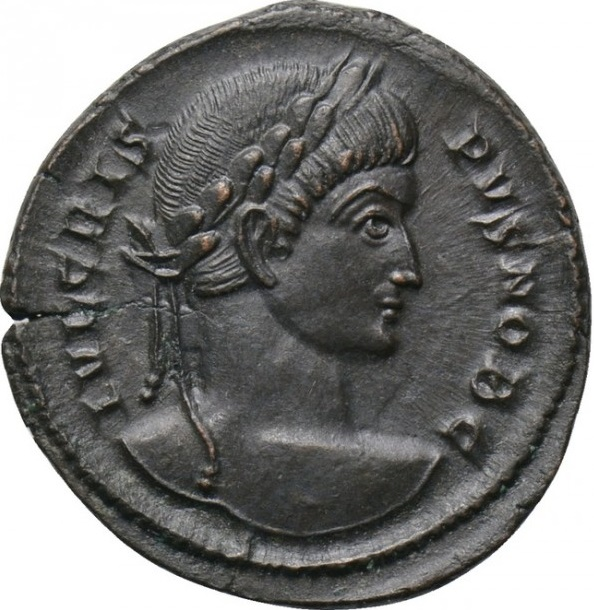
Follis des Crispus. Inschrift: IVL(ius) CRIS-PVS NOB(ilissimus) C(aesar)

Gaius Flavius Iulius Valerius Crispus (* vermutlich 305; † 326), kurz Crispus, war der älteste Sohn des römischen Kaisers Konstantin I. Dieser erhob ihn im Jahr 317 zum Caesar (Unterkaiser), ließ ihn jedoch 326 aus ungeklärten Gründen töten.

## Leben
Crispus war der Sohn Konstantins des Großen und der Minervina. Ob diese mit Konstantin nur liiert oder auch verheiratet war, ist heute schwierig zu rekonstruieren; im ersteren Fall wäre Crispus ein illegitimer Sohn. Sein Geburtsjahr wird in der modernen Forschung allgemein auf 305 geschätzt. Sicher scheint zu sein, dass er vor 307 geboren wurde, da Konstantin in diesem Jahr Fausta, die Tochter des Kaisers Maximian, heiratete; ob Crispus’ Mutter bereits tot war oder verlassen wurde, lässt sich nicht mehr sagen. Crispus wurde im Osten des Reiches geboren.
Am 1. März 317 ernannte Konstantin in Serdica, heute Sofia, neue Caesares für das Reich. Für den Westen waren dies Crispus und sein Halbbruder Konstantin II., Konstantins erster Sohn von seiner zweiten Frau Fausta. In den folgenden Jahren wurde Crispus dreimal zum Konsul ernannt: 318, 321 und 324. Wohl 318 wurde er nach Gallien gebracht, wo er die Rheingrenze überwachen sollte, während Konstantin den Donaulimes kontrollierte. Vermutlich fungierte der Prätorianerpräfekt Vettius Rufinus als Vormund des noch im Kindesalter stehenden Crispus und unternahm mit ihm auch erfolgreiche Feldzüge gegen die Franken und Alamannen. In Trier (Augusta Treverorum) erzog ihn der christliche Gelehrte Lactantius. Vermutlich begann die Erziehung durch Lactantius vor 317. 321 hielt der Redner Nazarius zu Ehren Crispus’ und Konstantins einen Panegyrikus (vermutlich in Rom). Vor 322 heiratete Crispus eine Frau namens Helena, die ihm noch im Oktober 322 einen Sohn gebar.
Unterdessen gestaltete sich das Verhältnis zwischen Konstantin, der mit seinen Caesares den Westen des Reiches beherrschte, und Licinius, dem Kaiser des Ostens, zunehmend schwierig. Schließlich eskalierte der Konflikt im Jahr 324, und es kam zum Bürgerkrieg. Während Konstantin bei Adrianopel die Armee des Licinius besiegte, führte Crispus die Flotte vor den Dardanellen und siegte in der Seeschlacht bei Kallipolis gegen 200 Schiffe des Licinius unter deren Kommandeur Abantus.

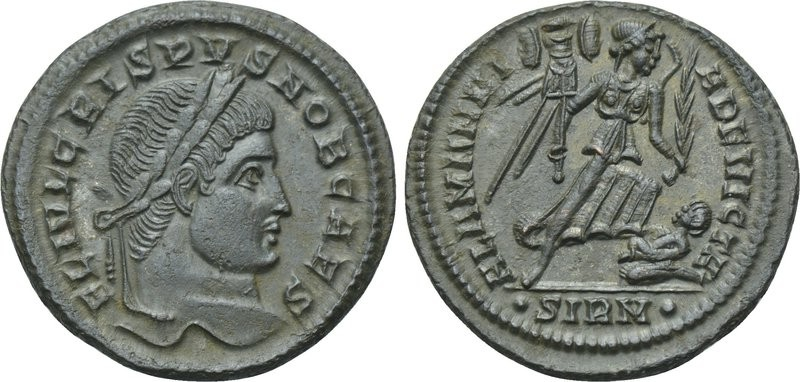
Follis des Crispus. Vorderseite: Crispus mit Lorbeerkranz. FL(avius) IVL(ius) CRISPVS NOB(ilissimus) CAES(ar). Rückseite: Viktoria mit Trophäe und Palmzweig steigt auf Gefangenen. ALAMANNIA DEVICTA (est) - Alamannia ist unterworfen. SIRM(ium).

Auf Anordnung seines Vaters wurde Crispus 326 getötet. Der genaue Grund dafür ist unbekannt, denn die Quellen schweigen weitgehend. Einzig der um 360 schreibende Aurelius Victor teilt mit, dass Crispus auf Befehl seines Vaters ermordet wurde. Ebenfalls 326 ließ Konstantin auch seine Frau Fausta töten. In späteren Jahrzehnten weitete sich der knappe Bericht zu Gerüchten aus: Konstantins Ehefrau Fausta soll, so der arianische Kirchenhistoriker Philostorgios rund hundert Jahre nach den Ereignissen, ihren Stiefsohn Crispus beschuldigt haben, ihr nachzustellen, woraufhin der Kaiser seinen Sohn töten ließ. Als er dann feststellte, dass die Anschuldigung falsch war, ließ er auch Fausta, die Urheberin der Intrige, töten. Der Geschichtsschreiber Zosimos, der Konstantin als Heide wenig gewogen war und nicht besonders zuverlässig ist, behauptete um 500 in seiner Neuen Geschichte, dass Crispus und Fausta tatsächlich ein Verhältnis hatten und Konstantin die Ermordung von Frau und Sohn als so schwerwiegende Sünde angesehen haben soll, dass er glaubte, nur in der Taufe Vergebung finden zu können. Diese Erklärung greift freilich nicht, da Konstantin bereits vorher eindeutig seine Bevorzugung des Christentums zum Ausdruck gebracht hatte. Zudem hielt Crispus sich vor allem in Trier auf und hatte so kaum die Möglichkeit ein Verhältnis mit Fausta zu unterhalten.
Manche Forscher vermuten, dass Fausta Crispus zugunsten ihrer eigenen Kinder ausschalten wollte, was aber nicht ihre eigene Hinrichtung erklären würde. Andere Historiker nehmen an, dass Crispus ein Hochverratsdelikt zum Vorwurf gemacht wurde, in das auch Fausta verwickelt war und das somit den Tod beider zur Folge hatte: Nach den Regeln der diokletianischen Tetrarchie hätte der Caesar Crispus Anspruch darauf gehabt, Anfang 327 zum Augustus aufzusteigen; vielleicht wollte er seinen Vater, der seit zwanzig Jahren Kaiser war, daher zur Abdankung zwingen. Letztendlich sind die wahren Hintergründe anhand der vorhandenen Quellen aber kaum restlos aufzuklären.